# Рейєр ван Бломендаль
Реєр ван Бломендаль (нід. Reyer van Blommendael; 27 червня, 1628, Амстердам — 23 листопада, 1675,) — північнонідерландський художник середини XVII ст.

## Життєпис
Народився у місті Антверпен. Точної дати народження невідомо. Хрестини відбулись у Новій церкві Амстердама 27 червня 1628 року. Батьки майбутнього художника — Якоб Реєрс та Гретель Янс.
За припущеннями, він відвідав Італію, де за настановами теоретиків мистецтва історичний жанр та релігійний живопис вважали кращим жанром живопису. Звідси чимало картин Реєра ван Бломендаля на міфологічні і релігійні теми. Але повного засвоєння арсеналу історичного жанру в свідомості художника не відбулося. Тому персонажі його картин несуть відбиток прагматичного і заземленого реалізму нідерландського типу. А спроби створити картину в академічній стилістиці середини XVII ст. перетворювались на реалістичні сцени замість буколічних чи ідилічних сцен. Його твори наближені або мають вплив утрехтських караваджистів.
Його художня також манера наближена до творів Цезаря ван Евердингена, Герріта ван Гонтгорста.
Окрім Амстердама працював також у місті Гаага. Збережені відомості, що 14 березня 1662 року він сплатив чотири флорини та десять гульденів за вступ у Гільдію св. Луки.
Художник помер і був похований у місті Харлем.

## Галерея обраних творів

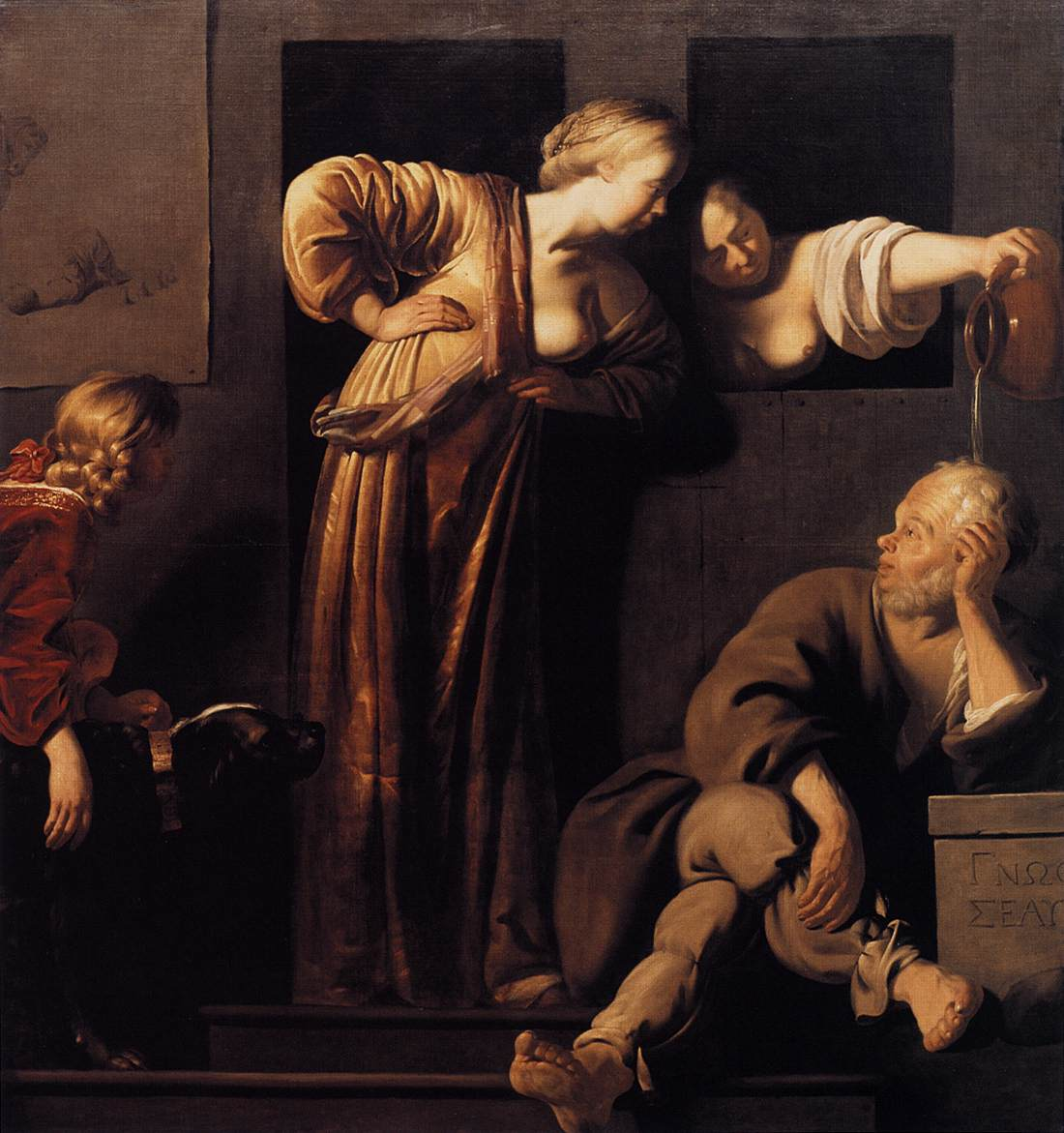
Реєр ван Бломендаль. «Ксантіппа знущається над філософом Сократом у присутності Алківіада», бл. 1655 р., музей красних мистецтв, Страсбур

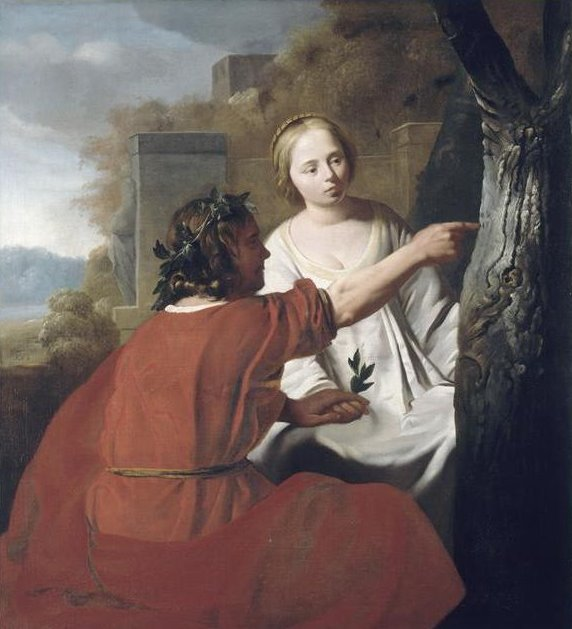
Реєр ван Бломендаль. «Паріс і Енона», бл 1655 р.
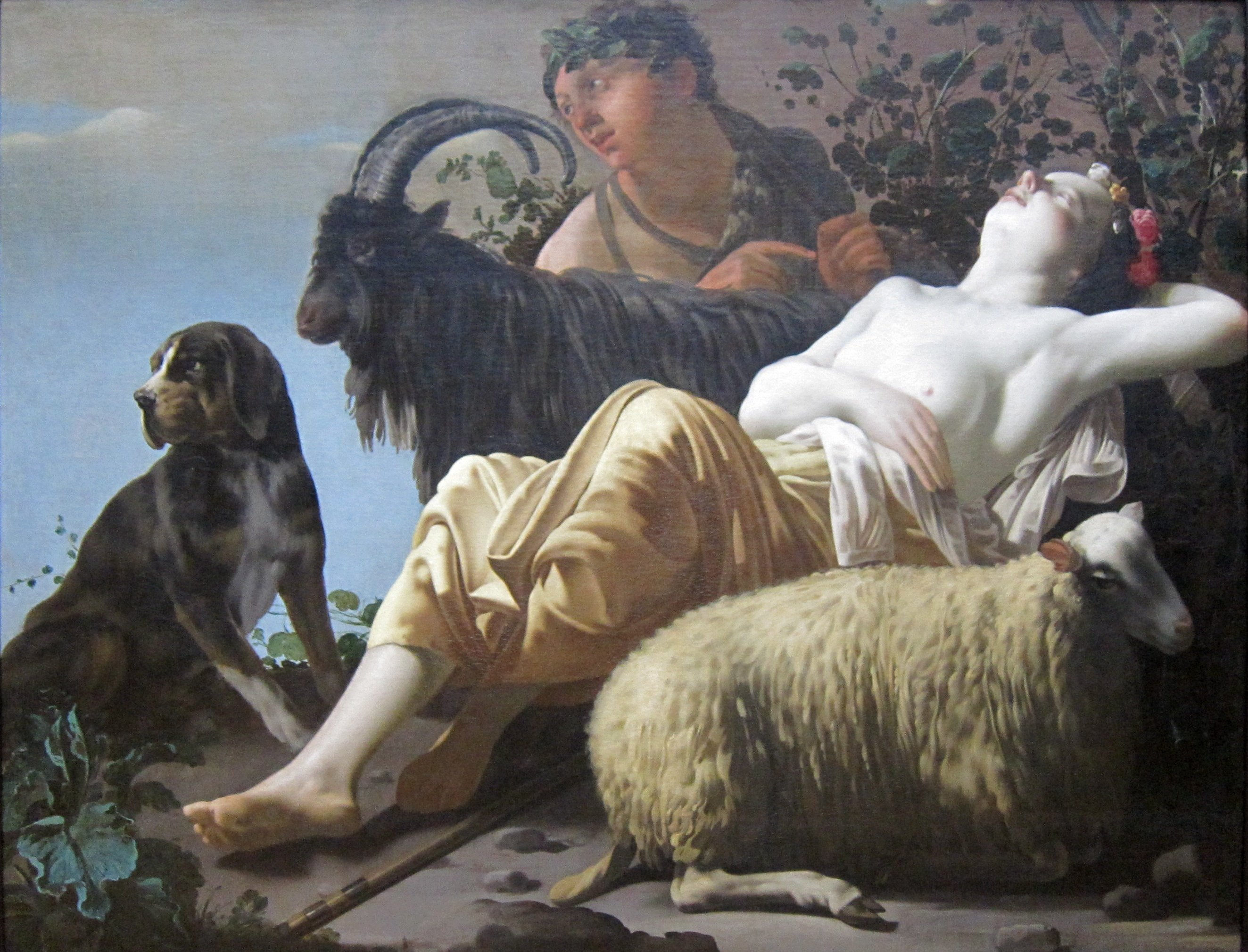
Реєр ван Бломендаль. «Пастухи», до 1660 р.
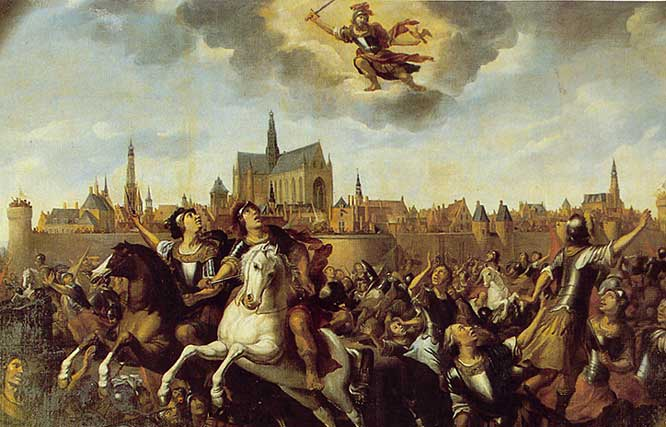
Реєр ван Бломендаль. «Св. Баво захищає місто Гарлем», 1673 р.